# Tetrapterys glabrifolia
Tetrapterys glabrifolia är en tvåhjärtbladig växtart som först beskrevs av August Heinrich Rudolf Grisebach, och fick sitt nu gällande namn av John Kunkel Small. Tetrapterys glabrifolia ingår i släktet Tetrapterys och familjen Malpighiaceae. Inga underarter finns listade i Catalogue of Life.